# Midjourney
Midjourney(미드저니)는 텍스트로 된 설명문 또는 설명구로부터 이미지를 생성하는 인공지능 프로그램으로, DALL-E와 비슷하다. 현재는 오픈 베타 버전이다. 이 프로그램은 영국 잡지 이코노미스트에서 2022년 6월호의 표지를 만드는 데 사용되었다.
Midjourney 팀은 리프 모션(Leap Motion)을 공동 설립한 데이비드 홀츠(David Holz)가 이끌고 있다.
- "mechanical dove"라는 단어를 통해 만들어진 결과물
- 소프트웨어로 만든 아르누보 스타일의 꽃 아래 앉아 있는 여성의 이미지

## 모델 버전
| 정규 모델 | 정규 모델              |
| 버전      | 출시일                 |
| --------- | ---------------------- |
| V1        | 2022년 2월             |
| V2        | 2022년 4월 12일        |
| V3        | 2022년 7월 25일        |
| V4        | 2022년 11월 5일 (알파) |
| V5        | 2023년 3월 15일 (알파) |

| 기타 모델  | 기타 모델        | 기타 모델                                                                      |
| 버전       | 출시일           | 비고                                                                           |
| ---------- | ---------------- | ------------------------------------------------------------------------------ |
| --beta     | 2022년 8월 22일  |                                                                                |
| test/testp | 2022년 8월 28일  | 커뮤니티 테스트 및 피드백용                                                    |
| Niji       | 2022년 12월 20일 | Midjourney와 Spellbrush 간 협업 (일본 애니메이션과 일러스트레이션 스타일 튜닝) |
| Niji 5     | 2023년 4월 2일   | Midjourney와 Spellbrush 간 협업 (일본 애니메이션과 일러스트레이션 스타일 튜닝) |

## 기능
Midjourney는 현재 공식 디스코드 서버의 디스코드 봇을 통해서만 액세스할 수 있으며, 봇에게 직접 메시지를 보내거나 봇을 제3자 서버에 초대하는 방식으로도 액세스할 수 있다. 이미지를 생성하려면 사용자는 /imagine 명령을 사용하고 프롬프트를 입력한다. 그런 다음 봇은 4개의 이미지 세트를 반환한다. 그런 다음 사용자는 확대하려는 이미지를 선택할 수 있다. Midjourney는 웹 인터페이스도 작업 중이다.
/imagine 명령 외에도 Midjourney는 디스코드 봇에 보낼 수 있는 다른 많은 명령을 제공한다. 사용자가 두 이미지를 혼합할 수 있는 /blend 명령, 긴 프롬프트를 더 짧게 만드는 방법에 대한 제안을 얻을 수 있는 /shorten 명령, Midjourney 경험을 개선하는 기타 명령을 포함하되 이에 국한되지는 않는다.

## 이용
창립자 데이비드 홀츠는 예술가를 Midjourney의 경쟁자가 아닌 고객으로 본다고 말한다. 홀츠는 더 레지스터에 예술가들이 작업을 시작하기 전에 고객에게 보여줄 예술적 개념의 신속한 프로토타입을 위해 Midjourney를 사용한다고 말했다. 일부 아티스트는 Midjourney가 트레이닝 세트에 사용하여 독창적인 창작 작품의 가치를 떨어뜨린다고 비난했다. Midjourney의 서비스 약관에는 DMCA 게시 중단 정책이 포함되어 있어 아티스트가 저작권 침해가 명백하다고 판단되는 경우 자신의 작품을 세트에서 삭제하도록 요청할 수 있다.
광고 업계는 Midjourney, DALL-E, 스테이블 디퓨전 등의 AI 도구를 빠르게 수용해 왔다. 애드 에이지(Ad Age)에 따르면 광고주가 독창적인 콘텐츠를 만들고 아이디어를 신속하게 브레인스토밍할 수 있는 도구는 "개인을 위해 만들어진 맞춤형 광고, 특수 효과를 만드는 새로운 방법, 전자상거래 광고를 더욱 효율적으로 만드는 것"과 같은 새로운 기회를 제공하고 있다.
건축가들은 구글 이미지를 검색하는 대신 이 소프트웨어를 사용하여 프로젝트 초기 단계에 대한 무드 보드(mood board)를 생성한다고 설명했다.

## 같이 보기
- 컴퓨터 아트
- 인공지능 예술
- 생성 예술